# Smittia stercoraria
Smittia stercoraria är en tvåvingeart som beskrevs av Rossaro och Lencioni 2000. Smittia stercoraria ingår i släktet Smittia och familjen fjädermyggor.
Artens utbredningsområde är Italien. Arten har ej påträffats i Sverige. Inga underarter finns listade i Catalogue of Life.